# 田寮庄
田寮庄為臺灣日治時期自1920年至1945年間存在之行政區，在1920年至1932年屬高雄州旗山郡，1932年12月1日改劃入岡山郡。今高雄市田寮區、燕巢區北部。

## 行政區劃
田寮地區在清領時代屬嘉祥內里、崇德東里，前者在1897年5月隸屬於臺南縣蕃薯藔辨務署，後者則隸屬於鳳山縣阿公店辨務署。1897年12月28日，臺南縣劃設街庄社長的管區，崇德東里分為「第一區、第二區」。1898年2月5日，鳳山縣公告劃設區，嘉祥內里分為「水蛙潭區、田藔區」。1898年6月28日，鳳山縣被併入臺南縣。1900年2月12日，嘉祥內里改分為「水蛙潭區、四塊厝區」。同年4月1日，嘉祥內里改隸屬蕃薯藔辨務署，而阿公店辨務署併入鳳山辨務署，改為阿公店支署。同年11月15日，崇德東里改設「古亭坑區」。1901年11月11日，臺灣的行政區劃改為二十廳，而嘉祥內里、崇德東里隸屬於蕃薯藔廳。1904年2月16日，蕃薯藔廳施行街庄整併，並分為12個區。此時的劃分如下：
- 田藔區
  - 嘉祥內里：田藔庄、水蛙潭庄、牛稠埔庄、南安老庄
- 古亭坑區
  - 嘉祥內里：打鹿埔庄
  - 崇德東里：古亭坑庄、狗氲氤庄

1909年10月25日，臺灣的行政區劃改為十二廳，蕃薯藔廳因此廢止，被併入阿緱廳，而田藔區、古亭坑區改隸阿緱廳「蕃薯藔支廳」。1920年10月1日，原堡里鄉澚之行政區廢除，街庄社改為大字，田藔區、古亭坑區合併為高雄州旗山郡田寮庄，轄域內分為田寮、南安老、水蛙潭、牛稠埔、狗氳氤、打鹿埔、古亭坑等7個大字。田寮庄役場最初設於原古亭坑區長役場，在1925年遷至「南安老外冬羔蚋」（今南安里外安）。1932年12月1日，田寮庄改劃入岡山郡。
二戰後，田寮庄改為高雄縣岡山區田寮鄉。1952年，水蛙潭西半部改隸燕巢鄉。
| 1900年   | 1900年   | 1900年                                                                                         | 1920年 | 1920年 | 現在   |
| 堡里     | 區       | 街庄社                                                                                         | 街庄   | 大字   | 區     |
| -------- | -------- | ---------------------------------------------------------------------------------------------- | ------ | ------ | ------ |
| 嘉祥內里 | 四塊厝區 | 山河壽庄、大崎頭庄                                                                             | 田寮庄 | 田寮   | 田寮區 |
| 嘉祥內里 | 水蛙潭區 | 田藔庄、大邱園庄、尾藔庄、田草崙庄、番仔厝庄                                                   | 田寮庄 | 田寮   | 田寮區 |
| 嘉祥內里 | 水蛙潭區 | 水蛙潭庄、南勢湖庄                                                                             | 田寮庄 | 水蛙潭 | 田寮區 |
| 嘉祥內里 | 水蛙潭區 | 尖山庄、過鞍仔庄、和尚庄、大埔仔庄                                                             | 田寮庄 | 水蛙潭 | 燕巢區 |
| 嘉祥內里 | 水蛙潭區 | 牛稠埔庄、山豬運庄、中心崙庄                                                                   | 田寮庄 | 牛稠埔 | 田寮區 |
| 嘉祥內里 | 四塊厝區 | 毛柿腳庄、崗山頭庄、頭水庄                                                                     | 田寮庄 | 牛稠埔 | 田寮區 |
| 嘉祥內里 | 四塊厝區 | 南安老庄、茄苳湖庄、豎旗呈庄、外冬羔蚋庄、內冬羔蚋庄、菜堂庄、四塊厝庄、田草藔庄               | 田寮庄 | 南安老 | 田寮區 |
| 嘉祥內里 | 四塊厝區 | 打鹿埔庄                                                                                       | 田寮庄 | 打鹿埔 | 田寮區 |
| 崇德東里 | 古亭坑區 | 小滾水庄、狗氳氤庄、新路仔庄、松仔腳庄                                                         | 田寮庄 | 狗氳氤 | 田寮區 |
| 崇德東里 | 古亭坑區 | 古亭坑庄、梹榔腳庄、牌仔路頭庄、下茅草山庄、上茅草山庄、梹榔宅庄、大滾水庄、應菜龍庄、石山仔庄 | 田寮庄 | 古亭坑 | 田寮區 |

## 區、庄長
- 古亭坑區長
  - 柯常：1910~1920年
- 田藔區長
  - 李國定：1910~1918年
  - 李國廷：1919~1920年
- 田寮庄長
  - 柯常：1920~1924年
  - 李國廷：1925~1928年
  - 朱萬成：1929~1945年[11]

## 設施
- 田寮庄役場
- 田寮公學校→田寮國民學校（戰後為田寮國小，2002年廢校）
- 狗氳氤公學校→田寮北國民學校（今崇德國小）
- 古亭坑公學校→古亭坑國民學校（戰後為古亭國小，2004年廢校）